# المبرز
شهر المبرز (به عربی: المبرز) در استان الشرقیه در کشور عربستان واقع شده‌است. جمعیت این شهر ۲۸۵٫۰۶۷ نفر است.
جمعیت آن ترکیبی از سنی و شیعه است